# Lokomotive Kreuzberg
Lokomotive Kreuzberg est un groupe de rock progressif (tendance krautrock) allemand. Fondé à Berlin en 1972, il disparaît en 1977. Le groupe a rapidement tourné dans toute l'Allemagne, ainsi qu'en Italie, en France et en Suisse, et se disait inspiré par Frank Zappa, Kurt Weill, The Tubes, Bach et Stravinsky.

## Biographie
Le groupe est catalogué « politrock », rock engagé, mais il était vu trop à gauche pour les uns (à la radio SFB, une note du directeur circulait pour aviser le personnel qu'il était interdit de diffuser leur musique), et pour les autres il était banni de la DDR et des pays de l'Est où leur message progressiste à l'attention des masses ne passait pas. 
Le groupe revendiquait également une part théâtrale, en concert ainsi qu'en studio, deux des quatre albums publiés étant des albums concepts. Leur style est aussi qualifié de Politrock-Kabarett. 
Le groupe a réuni Andreas Brauer, son fondateur (chant, clavier, violon, flûte, guitare, percussions), Kalle Scherfling (parolier, chant), Volker Hiemann (guitare, chant), Uwe Holz (batterie, chant, harmonica, percussions), Uve Müllrich (guitare, basse, futur bassiste de Embryo), remplacé plus tard par Bernhard Potschka, Manfred Praeker (à partir de 1973) et Herwig Mitteregger (à partir de 1976)
Après la dissolution de Locomotive Kreuzberg, Herwig Mitteregger, Bernhard Potschka et Manfred Praeker ont joué un rôle important dans le collectif autour de Nina Hagen, enregistrant deux albums avec elle, avant de fonder plus tard Spliff.

## Discographie
- 1972 : Kollege Klatt
- 1973 : James Blond
- 1973 : Hey Mister America (single)
- 1975 : Fette Jahre
- 1976 : Arbeitslos / Teddy Tex (single)
- 1977 : Mountain Town
- 1994 : Gesammelte Werke (1972-78) (compilation)